# 29484 Honzaveselý
29484 Honzaveselý là một tiểu hành tinh vành đai chính với chu kỳ quỹ đạo là 1496.5808739 ngày (4.10 năm).
Nó được phát hiện ngày 9 tháng 11 năm 1997.